# Geomalacus oliveirae
Geomalacus oliveirae es una especie de molusco gasterópodo de la familia Arionidae en el orden de los Stylommatophora.

## Distribución geográfica
Se encuentran en Portugal y España.